# Вожем
Вожем — деревня в Ленском районе Архангельской области. Входит в состав Козьминского сельского поселения.

## География
Находится в юго-восточной части Архангельской области на расстоянии приблизительно 7 км на юг-юго-восток по прямой от села Лена, на левом берегу реки Вычегды.

## История
Деревня была отмечена в 1939 году в составе Ленского сельсовета.

## Население
Численность населения: 10 человек (русские 100 %) в 2002 году, 7 в 2010.